# Compagnie du chemin de fer du bas-Congo au Katanga
La Compagnie du chemin de fer du bas-Congo au Katanga (BCK) est une société de droit belge créée en 1906 pour réaliser un réseau ferroviaire au Congo. Elle devient une société de droit congolais en 1961 et est reprise par la Compagnie de chemin de fer de Kinshasa-Dilolo-Lubumbashi (KDL) en 1970.

## Histoire
La Compagnie du chemin de fer du bas-Congo au Katanga (BCK), est créée le 31 octobre 1906 pour construire et exploiter un chemin de fer dans l'État Indépendant du Congo puis le Congo belge. Au sein des actionnaires de la BCK figurent la Société générale de Belgique et la Banque de l'Union parisienne.
La compagnie assure en outre, l'exploitation de deux réseaux : celui de la Compagnie de chemin de fer du Katanga (CFK) et celui de la Compagnie de chemin de fer du Katanga-Dilolo-Léopoldville (KDL).
En 1961, la BCK est subdivisée en deux compagnies : une ancienne BCK de droit belge et une nouvelle BCK de droit congolais, cette dernière étant reprise en 1970 par la Compagnie de chemin de fer de Kinshasa-Dilolo-Lubumbashi

## Réseau
Toutes les lignes sont construites à l'écartement de 1067 mm dit "voie sud-africaine".
- Bukama - Port Franqui, (979km), ouverture en juillet 1928 au trafic voyageur [5]

Bukama - Kamina, (145,2km), ouverture le 20 mai 1926
Kamina - Mwene-Ditu, (313,6km), ouverture le 1er mars 1928
Mwene-Ditu - Kananga, (243km), ouverture le 30 novembre 1927
Kananga - Mweka, (250km), ouverture le 13 février 1928
Mweka - Port Franqui (Ilebo), (172km), ouverture le 1er mars 1928
- Kamina - Kabalo, (445,6km),

Kamina - Kabongo, (200km), ouverture le 1er juin 1955
Kabongo - Zofu, (235km), ouverture le 11 avril 1956
Zofu - Kabalo, (10,6km), ouverture le 15 avril 1956

## Matériel roulant
Locomotives:
- N° 901-912, type Garratt, type 241-142, livrées en 1953 par les Forges Usines et Fonderies Haine-Saint-Pierre (n° construction 2097-2108)[7]